# Les Os des filles
Les Os des filles est le troisième roman de Line Papin, paru le 3 avril 2019 aux éditions Stock.

## Résumé
Le récit, à caractère autobiographique, porte sur trois générations de femmes d'une même famille : la grand-mère, la mère et la fille. Il est composé en trois parties. Il commence dans un petit village, à quelques kilomètres de Hanoï, au Vietnam. L'auteure raconte la vie de sa grand-mère et l'enfance de sa mère, dans les rizières, pendant la guerre d'Indochine puis la guerre du Vietnam, sous les bombes.
La deuxième partie du livre se déroule à Hanoï, dans la capitale, où la famille a réussi à emménager. La mère, appelée « la seconde sœur H » dans le roman, épouse un jeune Français, à l'issue de la guerre qui confronta les deux pays. Après l'embargo américain, ils donnent naissance à deux enfants. Le récit bascule alors vers le troisième personnage, la petite fille, qui est aussi la narratrice du livre.
Dans la troisième partie du roman, la famille déménage en France. Le récit s'attarde alors sur les conséquences du déracinement et la relation maternelle. La narratrice, alternant entre la première, la deuxième et la troisième personne du singulier, cherche à se réconcilier avec son histoire et à retrouver son pays natal.

## Thèmes
Les Os des filles aborde les guerres successives du Vietnam, les bombes, les tickets de rationnement, mais aussi les guerres intérieures des femmes pour devenir des femmes et s'élever malgré la misère ou l'exil. Le livre aborde également le thème de la maladie. Le titre du livre correspond aux os des femmes durant la famine, au Vietnam, mais aussi à ceux des filles hospitalisées pour anorexie.
Les Os des filles est un roman sur la filiation maternelle, sur la mémoire invisible que nos parents, grands-parents et ancêtres nous transmettent, sans le savoir, sur ce qui compose les os avec lesquels nous naissons, qui nous portent et que nous laissons derrière nous, après notre mort.

## Réception critique
Il est sélectionné au Prix des Lecteurs du Livre de poche, au Prix La Coupole et au Prix des lycéens d'Île-de-France.